# 1975 aux échecs
| Années des échecs : 1972 - 1973 - 1974 - 1975 - 1976 - 1977 - 1978    |
| Décennies des échecs : 1940 - 1950 - 1960 - 1970 - 1980 - 1990 - 2000 |

Cet article présente les faits marquants de l'année 1975 aux échecs.

## Événements majeurs
Anatoli Karpov devient le 12e champion du monde après le refus de Bobby Fischer des conditions du match. 

## Championnats nationaux
- Argentine : Miguel Najdorf remporte le championnat[1],[2]. Chez les femmes, Julia Arias s’impose.
- Autriche : Franz Hölzl remporte le championnat[3]. Chez les femmes, pas de championnat[4].
- Belgique : Johan Goormachtigh, José Tonoli et Henri Winants remportent le championnat[5]. Chez les femmes, Brenda Decorte remporte le seul championnat de la décennie[6]. Le suivant aura lieu en 1980
- Birmanie : Maung Maung Sein[7]
- Brésil: Carlos Gouveia remporte le championnat[8]. Chez les femmes, c’est Maria Cristina de Oliveira qui s’impose.
- Canada : Peter Biyiasas remporte le championnat[9]. Chez les femmes, Smilja Vujosevic remporte la première édition du championnat[10].
- Écosse : DNL Levy et S Swanson remportent le championnat[11].
- Chine :  Qi Jingxuan remporte le championnat[12].
- Espagne : José Miguel Fraguela Gil remporte le championnat[13]. Chez les femmes, c’est Nieves García Vicente qui s’impose[14].
- États-Unis : Walter Browne remporte le championnat[15]. Chez les femmes, Diane Savereide s’impose[16].
- France : Todorcevic remporte le championnat [17]. Chez les femmes, Milinka Merlini s’impose[18].
- Inde : Manuel Aaron remporte le championnat[19].
- Iran : Anoush Der Sarkissian remporte le championnat[20].

- Pays-Bas : Jan Timman remporte le championnat [21]. Chez les femmes, c’est Erika Belle qui s’impose.
- Pologne : Włodzimierz Schmidt remporte le championnat[22].
- Royaume-Uni : William Hartston remporte le championnat[23].

- Suisse : Werner Hug remporte le championnat [24]. Chez les dames, c’est Carla Wettstein qui s’impose[25].
- RSS d'Ukraine : Alexander Vaisman remporte le championnat[26],[27], dans le cadre de l’U.R.S.S.. Chez les femmes, Lyubov Shcherbyna s’impose[28].
- République fédérative socialiste de Yougoslavie : Dragoljub Velimirović remporte le championnat[29],[30]. Chez les femmes, Milunka Lazarević s’impose.

## Naissances
- 15 mars : Veselin Topalov
- 25 juin : Vladimir Kramnik
- Alexander Onischuk

## Nécrologie
- 25 janvier : Georg Kieninger
- 1er mars : John Morrison (en)
- 3 mars : Karl Fabel (en)
- 22 avril : Lajos Steiner
- 20 mai : Norman Whitaker
- 21 mai : Remo Calapso (en)
- 5 juin : Paul Keres
- 24 juillet : Nicolas Rossolimo
- 28 juillet : Georges Renaud, Abraham Baratz
- 16 août : Friedrich Sämisch
- 22 août : Barbato Rometti (en)
- 6 octobre : Peggy Steedman (en)
- 12 novembre : Aarne Ilmari Niemelä (en)
- 14 novembre : Adhemar da Silva Rocha (en)
- 16 novembre : Karel Opočenský
- 18 novembre : Vladimir Vuković
- 19 novembre : Levon Grigorian
- 23 novembre : Andreas Duhm (en)
- 2 décembre : Hans Johner